# Конвой ON 153
Конвой ON 153 (англ. Convoy ON 153) — 153-й атлантичний конвой серії ON у кількості 45 транспортних суден, що у супроводженні союзних кораблів ескортної групи B7 прямував від Британських островів до морських портів Північної Америки. Конвой вийшов 11 грудня з Ліверпуля, згодом транспорти зустріла Серединно-океанічна ескортна група B-7 Королівського флоту Канади.

## Історія
7 листопада 1942 року конвой ON 153, що складався з 45 торговельних суден (декілька повернулося назад через технічні проблеми), вийшов із Ліверпуля у супроводженні місцевого ескорту. Вовча зграя «Рауфбольд» перебувала на чергування на північноатлантичних лініях конвоїв.
Першим виявив союзний конвой U-609, який переслідував його до вечора 16 грудня і, попри хвилювання на морі, на перехоплення підійшли U-356, U-610, U-621 і U-664. Як тільки настала темрява, човни атакували. Спочатку U-356 потопив танкер, потім U-610 торпедував інший танкер, а U-621 2 торпедами відправив на дно вантажне судно. Пошкоджений U-610 Regent Lion був узятий на буксир і тишком-нишком продовжив рух до пункту призначення. Він прибув 5 січня 1943 року.
Вночі U-211 атакував з фронту і потопив есмінець «Файрдрейк». Подальші атаки зірвав сильний шторм, який досягав 10 балів. U-609 вдалося підтримувати контакт з противником, чергуючись з U-621, але атака зазнала невдачі через шторм, і вони більше не вживали спроб напасти на конвой. Лише U-621 вдалося потопити 2 судна, що відстали від головних сил.

## Кораблі та судна конвою ON 153

### Транспортні судна
Позначення
| Назва                   | Прапор              | Тоннаж (GRT) | Прим.                                                 |
| ----------------------- | ------------------- | ------------ | ----------------------------------------------------- |
| Amstelkerk (1929)       | Нідерланди          | 4 457        |                                                       |
| Antilochus (1906)       | Велика Британія     | 9 082        |                                                       |
| Argolikos (1921)        | Грецьке королівство | 4 786        |                                                       |
| Asbjorn (1935)          | Велика Британія     | 4 387        |                                                       |
| Bello (1930)            | Норвегія            | 6 125        | 16 грудня потоплений U-610                            |
| Bornholm (1930)         | Велика Британія     | 3 177        | повернулося                                           |
| British Lady (1923)     | Велика Британія     | 6 098        | танкер-заправник                                      |
| Canada (1921)           | Швеція              | 5 527        |                                                       |
| City of Hongkong (1924) | Велика Британія     | 9 609        |                                                       |
| City of Lille (1928)    | Велика Британія     | 6 588        |                                                       |
| Comedian (1929)         | Велика Британія     | 5 122        |                                                       |
| Emile Francqui (1929)   | Бельгія             | 5 859        | 16 грудня потоплено U-664                             |
| Empire Grenadier (1942) | Велика Британія     | 9 811        |                                                       |
| Empire Highway (1942)   | Велика Британія     | 7 166        |                                                       |
| Geo W McKnight (1933)   | Велика Британія     | 2 502        |                                                       |
| Gulf of Mexico (1917)   | США                 | 7 807        |                                                       |
| Hilary (1931)           | Велика Британія     | 7 403        |                                                       |
| Idefjord (1921)         | Норвегія            | 4 287        |                                                       |
| Jan Van Goyen (1919)    | Нідерланди          | 5 704        |                                                       |
| Kaldfonn (1936)         | Норвегія            | 9 931        |                                                       |
| Mafuta (1920)           | Бельгія             | 6 322        |                                                       |
| Magdala (1931)          | Нідерланди          | 8 248        |                                                       |
| Mahana (1917)           | Велика Британія     | 10 951       |                                                       |
| Marquesa (1918)         | Велика Британія     | 8 979        |                                                       |
| Norbris (1930)          | Панама              | 7 619        |                                                       |
| North Gaspe (1938)      | Велика Британія     | 888          |                                                       |
| Nueva Granada (1937)    | Норвегія            | 9 968        |                                                       |
| Otina (1938)            | Велика Британія     | 6 217        | танкер відстав від конвою; 21 грудня потоплений U-621 |
| Pandorian (1941)        | Велика Британія     | 4 159        | судно комодора конвою                                 |
| Regent Lion (1937)      | Велика Британія     | 9 551        | танкер; 16 грудня пошкоджений U-610                   |
| Robert F Hand (1933)    | Велика Британія     | 2 197        |                                                       |
| Saint Bertrand (1929)   | Велика Британія     | 5 522        |                                                       |
| Salamis (1939)          | Норвегія            | 8 286        |                                                       |
| San Andres (1921)       | Норвегія            | 1 975        | повернулося                                           |
| Sandanger (1938)        | Норвегія            | 9 432        |                                                       |
| Santos (1928)           | Норвегія            | 4 639        |                                                       |
| Solstad (1937)          | Норвегія            | 5 952        |                                                       |
| Sovac (1938)            | Велика Британія     | 6 724        |                                                       |
| Tetela (1926)           | Велика Британія     | 5 389        | судно віце-комодора конвою                            |
| Torr Head (1937)        | Велика Британія     | 5 021        |                                                       |
| Tortuguero (1921)       | Велика Британія     | 5 285        |                                                       |
| Tucurinca (1926)        | Велика Британія     | 5 412        |                                                       |
| Vaalaren (1936)         | Швеція              | 3 406        |                                                       |
| Vestfold (1931)         | Панама              | 4 547        |                                                       |
| Villanger (1929)        | Норвегія            | 4 884        |                                                       |
| Walter Jennings (1921)  | США                 | 9 564        |                                                       |

### Кораблі ескорту
| Назва        | Прапор                                  | Тип корабля                       | Прим.                                                             |
| ------------ | --------------------------------------- | --------------------------------- | ----------------------------------------------------------------- |
| «Алісма»     | Військово-морські сили Великої Британії | корвет типу «Флавер»              | 12-23 грудня                                                      |
| «Аннаполіс»  | Військово-морські сили Канади           | ескадрений міноносець типу «Таун» | 25-27 грудня                                                      |
| «Бактуш»     | Військово-морські сили Канади           | корвет типу «Флавер»              | 23-31 грудня                                                      |
| «Честерфілд» | Військово-морські сили Великої Британії | ескадрений міноносець типу «Таун» | 12-19 грудня                                                      |
| «Едмундстон» | Військово-морські сили Канади           | корвет типу «Флавер»              | 23-29 грудня                                                      |
| «Файрдрейк»  | Військово-морські сили Великої Британії | ескадрений міноносець типу «F»    | флагман ескортної групи; 12-17 грудня. 17 грудня потоплений U-211 |
| «Мінас»      | Військово-морські сили Канади           | тральщик типу «Бангор»            | 25-31 грудня                                                      |
| «Пінк»       | Військово-морські сили Великої Британії | корвет типу «Флавер»              | 12-20 грудня                                                      |
| «Сноуфлейк»  | Військово-морські сили Великої Британії | корвет типу «Флавер»              | 12-23 грудня                                                      |
| «Санфлавер»  | Військово-морські сили Великої Британії | корвет типу «Флавер»              | 12-23 грудня                                                      |
| «Тіммінз»    | Військово-морські сили Канади           | корвет типу «Флавер»              | 23-31 грудня                                                      |

## Підводні човни, що брали участь в атаці на конвой
Позначення
| Назва                               | Тип                                 | Командир                                                                 | Результати атаки                                   |
| Вовча зграя «Рауфбольд» (13 човнів) | Вовча зграя «Рауфбольд» (13 човнів) | Вовча зграя «Рауфбольд» (13 човнів)                                      | Вовча зграя «Рауфбольд» (13 човнів)                |
| ----------------------------------- | ----------------------------------- | ------------------------------------------------------------------------ | -------------------------------------------------- |
| U-135                               | типу VIIC                           | оберлейтенант-цур-зее резерву Гайнц Шютт                                 | не здобув успіху                                   |
| U-203                               | типу VIIC                           | капітан-лейтенант Герман Коттманн                                        | не здобув успіху                                   |
| U-211                               | типу VIIC                           | корветтен-капітан Карл Гаузе                                             | 17 грудня потопив британський есмінець «Файрдрейк» |
| U-356                               | типу VIIC                           | оберлейтенант-цур-зее Гюнтер Руппельт                                    | не здобув успіху                                   |
| U-409                               | типу VIIC                           | оберлейтенант-цур-зее Ганс-Фердинанд Массманн                            | не здобув успіху                                   |
| U-410                               | типу VIIC                           | корветтен-капітан Курт Штурм                                             | не здобув успіху                                   |
| U-439                               | типу VIIC                           | капітан-лейтенант Вольфганг Шпорн                                        | не здобув успіху                                   |
| U-600                               | типу VIIC                           | корветтен-капітан Бернгард Цурмюлен                                      | не здобув успіху                                   |
| U-609                               | типу VIIC                           | капітан-лейтенант Клаус Рудлофф                                          | не здобув успіху                                   |
| U-610                               | типу VIIC                           | оберлейтенант-цур-зее барон Вальтер фон Фрейберг-Айзенберг-Алльмендінген | 16 грудня потопив Bello і пошкодив Regent Lion     |
| U-621                               | типу VIIC                           | оберлейтенант-цур-зее Макс Крушка                                        | 20 грудня потопив Otina                            |
| U-623                               | типу VIIC                           | оберлейтенант-цур-зее Герман Шредер                                      | не здобув успіху                                   |
| U-664                               | типу VIIC                           | оберлейтенант-цур-зее Адольф Греф                                        | 16 грудня потопив Emile Francqui                   |